# هنری بوردا
هنری بوردا (انگلیسی: Henri Burda; ۴ ژانویهٔ ۱۹۲۶ – ۲۹ اکتبر ۱۹۶۵) بازیکن فوتبال اهل فرانسه بود.
از باشگاه‌هایی که در آن بازی کرده‌است می‌توان به باشگاه فوتبال متس اشاره کرد.